# Чемпіонат світу з волейболу серед жінок
Чемпіонат світу з волейболу серед жінок — міжнародний турнір з волейболу серед жіночих команд, що проводиться з 1952 року раз на 4 роки під егідою ФІВБ. Є найпрестижнішим, після Олімпійських ігор, турніром для жіночих національних збірних з даного виду спорту.
З 1949 року проводиться аналогічний турнір для чоловіків.

## Історія
Рішення про проведення чемпіонатів світу було прийнято ФІВБ в 1948 році. Перший турнір пройшов в 1952 р.
Перший чемпіонат світу проводився на відкритих майданчиках, решта — в залах. У перших п'яти чемпіонатах брати участь могли всі команди, які заявились на турнір. З 1970 року частина учасників відбиралася за підсумками континентальних першостей і попереднього чемпіонату світу, інші — за підсумками кваліфікації. З 1998 року всі учасники (крім звільнених від відбору переможця попередньої першості та чинного чемпіона світу) кваліфікуються тільки за підсумками відбіркового турніру.
Жодна команда не брала участь у всіх 17 чемпіонатах, 15 раз виступали на турнірі збірні Японії, США та Бразилії.
Всього в світових першостях брали участь національні збірні 60 країн, 15 з яких вдавалося піднятися на п'єдестал пошани, а переможцями турнірів ставали 8 збірних: 5 раз — СРСР, по 3 рази — Японія і Куба, по два — Китай, Сербії і Росія, по одному разу — Італія і США.
Приймали світову першість 11 країн, причому Японія — п'ять раз, СРСР — тричі і Бразилія — два рази. Виграти чемпіонат на своєму полі вдавалося лише збірній СРСР у 1952 р. і збірній Японії у 1967 році.
На чемпіонатах світу проведено 1251 матч. Перший відбувся 17 серпня 1952 року на стадіоні «Динамо» в Москві за участю збірних Польщі і Угорщини. Сильнішими виявилися польські волейболістки, які виграли з рахунком 3:0. 1251-й матч пройшов 15 жовтня 2022 року в Апелдорні на стадіоні «Омніспорт-Арені». Це був поєдинок за звання чемпіона світу між збірними Сербії та Японії і перемогли в ньому сербки — 3:0.

## Призери чемпіонатів світу
Чинним (17-м за рахунком) чемпіоном світу з волейболу є США (на 2014 рік)
| Рік  | Місце проведення   | Золото | Срібло   | Бронза         |
| 1952 | СРСР               | СРСР   | Польща   | Чехословаччина |
| 1956 | Франція            | СРСР   | Румунія  | Польща         |
| 1960 | Бразилія           | СРСР   | Японія   | Чехословаччина |
| 1962 | СРСР               | Японія | СРСР     | Польща         |
| 1967 | Японія             | Японія | США      | Південна Корея |
| 1970 | Болгарія           | СРСР   | Японія   | Північна Корея |
| 1974 | Мексика            | Японія | СРСР     | Південна Корея |
| 1978 | СРСР               | Куба   | Японія   | СРСР           |
| 1982 | Перу               | КНР    | Перу     | США            |
| 1986 | Чехословаччина     | КНР    | Куба     | Перу           |
| 1990 | Китай              | СРСР   | КНР      | США            |
| 1994 | Бразилія           | Куба   | Бразилія | Росія          |
| 1998 | Японія             | Куба   | КНР      | Росія          |
| 2002 | Німеччина          | Італія | США      | Росія          |
| 2006 | Японія             | Росія  | Бразилія | Сербія         |
| 2010 | Японія             | Росія  | Бразилія | Японія         |
| 2014 | Італія             | США    | КНР      | Бразилія       |
| 2018 | Японія             | Сербія | Італія   | КНР            |
| 2022 | Польща, Нідерланди | Сербія | Бразилія | Італія         |
| 2026 | Таїланд            |        |          |                |

## Розподіл медалей за країнами
| Місце                | Країна               | Золото | Срібло | Бронза | Загалом |
| -------------------- | -------------------- | ------ | ------ | ------ | ------- |
| 1                    | СРСР                 | 5      | 2      | 1      | 8       |
| 2                    | Японія               | 3      | 3      | 1      | 7       |
| 3                    | Куба                 | 3      | 1      | 0      | 4       |
| 4                    | КНР                  | 2      | 3      | 1      | 6       |
| 5                    | Росія                | 2      | 0      | 3      | 5       |
| 6                    | Сербія               | 2      | 0      | 0      | 2       |
| 7                    | США                  | 1      | 2      | 2      | 5       |
| 8                    | Італія               | 1      | 1      | 1      | 3       |
| 9                    | Бразилія             | 0      | 4      | 1      | 5       |
| 10                   | Польща               | 0      | 1      | 2      | 3       |
| 11                   | Перу                 | 0      | 1      | 1      | 2       |
| 12                   | Румунія              | 0      | 1      | 0      | 1       |
| 13                   | Південна Корея       | 0      | 0      | 2      | 2       |
| 13                   | Чехословаччина       | 0      | 0      | 2      | 2       |
| 15                   | Північна Корея       | 0      | 0      | 1      | 1       |
| 15                   | Сербія та Чорногорія | 0      | 0      | 1      | 1       |
| Загалом (16 збірних) | Загалом (16 збірних) | 19     | 19     | 19     | 57      |